# هامور ناسو
هامور ناسو (الاسم العلمي Epinephelus striatus)، نوع سمك من الهامور وفصيلة القرفصية. وهو أحد أهم المصايد التجارية في الجزر الهند الغربية وهي معرضة للخطر بسبب الأفراط في صيدها.
وهو مصنف من قبل الاتحاد الدولي لحفظ الطبيعة ضمن الأسماك المعرضة للخطر. بسبب الصيد التجاري والجائر وتدمير موائله الطبيعية الشعاب. يُحظر صيد سمك هامور ناسو في المياه الفدرالية الأمريكية.